# Лимонная акула
Лимонная акула, или жёлтая акула, или короткорылая острозубая акула, или панамская острозубая акула (лат. Negaprion brevirostris) — вид рыб семейства серых акул.
Верхняя часть лимонной акулы желтовато-коричневого (реже тёмно-коричневого до тёмно-серо-коричневого, а иногда и розового) цвета, живот от светло-жёлтого до белого.  В дикой природе особи достигают более 340 см в длину. Вес взрослой лимонной акулы 180 килограммов. У этой акулы есть пять жаберных щелей с каждой стороны и обычно нет брызгальца.
Лимонные акулы ведут ночной образ жизни и предпочитают бухты мелкой и средней глубины, рифы, водные пути и эстуарии. Молодые животные образуют небольшие стаи и живут в мангровых болотах у побережья для защиты от старших сородичей и других хищников, чтобы избежать их.
Встречается часто в водах Мексиканского залива и Карибского моря поблизости от побережья.
Обычно акула охотится на рыб, но также и на моллюсков и птиц.
Эти акулы живородящие; половозрелости достигают к 12-15 годам. Способны адаптироваться как к пониженному, так и повышенному содержанию соли в воде.
Лимонные акулы не считаются серьезной угрозой для человека. Всего было зафиксировано 10 случаев укусов, ни один из которых не был опасным для жизни.